# Botkormány

Botkormány

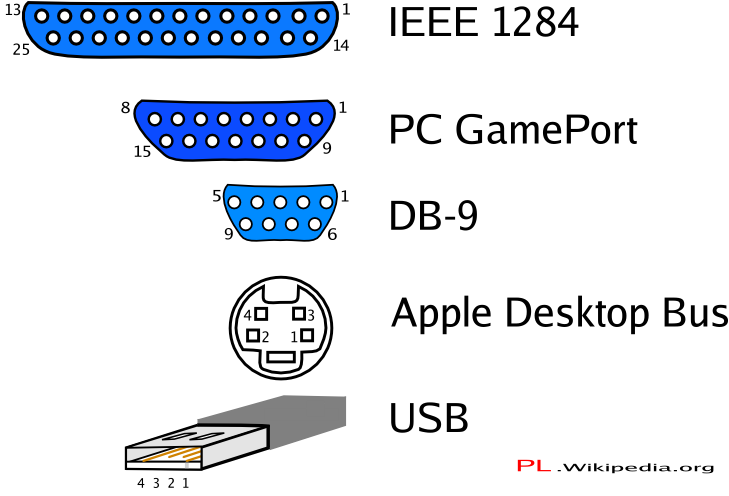
A joystick csatlakozási lehetőségei

A botkormány (angolul: joystick) egy olyan jelbeviteli eszköz, ami egy rögzített alapon forgó rúdból áll. A botkormány továbbítja a rúd szögét, pontos állását az általa vezérelt eszköznek. Gyakran használnak botkormányokat videójátékok irányítására, ezek általában egy vagy több gombbal rendelkeznek, melyek állása szintén továbbadható a számítógépnek. A botkormány népszerű változata a modern játékkonzolokon az ún. analóg kar.
A joystick sok repülőgép egyik fő irányító eszköze, továbbá gyakran alkalmazzák különféle munkagépek irányításához (például a toronydaruk, teherautók) vagy akár a távműködtetésű kamerák kezeléséhez. Miniatürizált változataik megtalálhatóak egyes mobiltelefonokon is.

## Fordítás
- Ez a szócikk részben vagy egészben  a   Joystick című angol Wikipédia-szócikk ezen változatának fordításán alapul.  Az eredeti cikk szerkesztőit annak laptörténete sorolja fel. Ez a jelzés csupán a megfogalmazás eredetét és a szerzői jogokat jelzi, nem szolgál a cikkben szereplő információk forrásmegjelöléseként.